# Acacia walwalensis
Acacia walwalensis är en ärtväxtart som beskrevs av Gilliland. Acacia walwalensis ingår i släktet akacior, och familjen ärtväxter. Inga underarter finns listade i Catalogue of Life.